# Седмочисленники

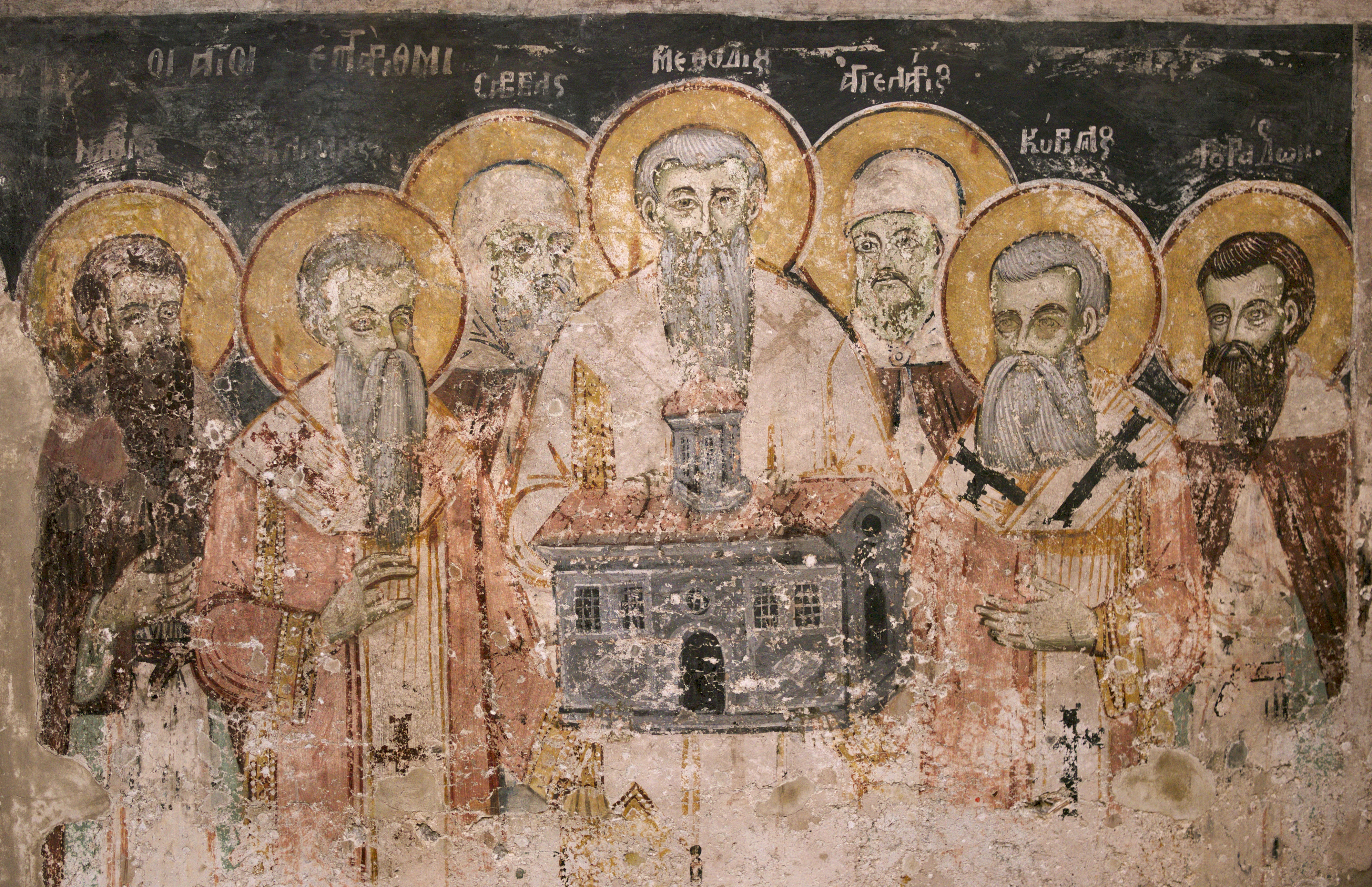
Фреска с изображением седмочисленников в македонском монастыре Святого Наума

Седмочисленники — семь святых, создавших церковнославянский язык и переведших на него Священное Писание. Память их совершается Болгарской православной церковью 27 июля. В их честь в Софии существует церковь Святых Седьмочисленников, переоборудованная из мечети. Все седмочисленники знали славянский язык, и большинство из них были византийскими (южными) славянами.
Группа единомышленников образовалась в 856 году в византийском монастыре Полихрон на берегу Мраморного моря под горой Малый Олимп, где настоятелем был Мефодий Солунский. В 863 году они перебрались в Велеград (Великая Моравия), где выполнили перевод Евангелий, Апостола и Псалтыри на славянский язык. В 886 году, после смерти Мефодия, остатки группы перебрались в Первое Болгарское царство, положив начало Преславской книжной школе. Последние седмочисленники обрели своё последнее пристанище в македонском Охриде, который в то время тоже был частью Первого Болгарского царства.

## Памятная молитва
Венцы хваления увенчаим седмочисленники славныя,

Кирилла со Мефодием,

Климента, Наума со Саввою и Горазда со Ангеларием,

яко светила возсиявшия и Триединаго Бога нам благовестившия,

столпы незыблемыя Церкве Болгарския и богодухновенныя поборники слова нашего,

бесовское идолом поклонение упразднившия и Христу Богу молящияся,

Церковь нашу утвердити и душам нашим даровати мир и велию милость.